# Шевельов Сергій Миколайович
Сергі́й Микола́йович Шевельо́в (нар. 1909 — пом. 1979) — радянський військовий льотчик-винищувач часів Другої світової війни, штурман 249-го винищувального авіаційного полку 217-ї винищувальної авіаційної дивізії (4-а повітряна армія), капітан. Герой Радянського Союзу (1943).

## Життєпис
Народився 25 червня 1909 року у волосному містечку Петровірівка Тираспольського повіту Херсонської губернії Російської імперії (нині — село Петровірівка Ширяївського району Одеської області) в селянській родині. Українець.
У 1926 році закінчив 7 класів у місті Каттакургані (Узбекистан). Працював агротехніком.
До лав РСЧА призваний у жовтні 1931 року. У 1933 році закінчив Харківську військову авіаційну школу льотчиків-спостерігачів, а наступного року — Вищу військову авіаційну школу пілотів у Качі. Член ВКП(б) з 1938 року.
Учасник німецько-радянської війни з травня 1942 року. Воював на винищувачах Як-1, Ла-5, ЛаГГ-3 і «Аерокобра» в окремій Приморськії армії, на Північно-Кавказькому, Закавказькому, Південному, 4-у Українському і 2-у Білоруському фронтах.
До вересня 1942 року воював у складі 821-го винищувального авіаційного полку, до грудня того ж року — в складі 862-го винищувального авіаційного полку. З грудня 1942 року обіймав посади штурмана 249-го (до листопада 1943 року), 329-го (до січня 1945 року) і 66-го (до кінця війни) винищувальних авіаційних полків.
Всього за роки війни майор С. М. Шевельов здійснив 157 бойових вильотів, провів 36 повітряних боїв, у яких збив особисто 10 і в складі групи 2 літаки супротивника.
Після закінчення війни продовжив військову службу у ВПС СРСР. У 1950 році підполковник С. М. Шевельов вийшов у запас. Мешкав у селі Седміховка Золотухинського району Курської області Російської РФСР, до виходу на пенсію працював бригадиром будівельної бригади. Помер 13 лютого 1979 року.

## Нагороди
Указом Президії Верховної Ради СРСР від 1 травня 1943 року за зразкове виконання бойових завдань командування на фронті боротьби з німецькими загарбниками та виявлені при цьому відвагу і героїзм, капітанові Шевельову Сергію Миколайовичу присвоєне звання Героя Радянського Союзу з врученням ордена Леніна і медалі «Золота Зірка» (№ 1006).
Також нагороджений орденами Червоного Прапора (05.04.1943), Вітчизняної війни 1-го ступеня (30.06.1945), Червоної Зірки і медалями.